# El Rayo-X
El Rayo-X er titlen på David Lindleys første musikalbum, der blev udgivet som soloplade på selskabet Asylum Records i 1981. Albummet fik samme navn som den gruppe musikere, Lindley sammensatte for at optage pladen. Musikken er inspireret af både rock and roll, blues, zydeco, cajunmusik og reggae. Jackson Browne lagde vokal på nogle af sangene. El Rayo-X var en salgssucces i USA, hvor især nummeret "'Mercury Blues'" blev en mindre hitsingle. Albummet solgte ligeledes godt i Skandinavien.

## Pladens numre
1. "She Took Off My Romeos" (Bob "Frizz" Fuller) - 3:00
2. "Bye Bye Love" (Boudleaux Bryant, Felice Bryant) - 2:50
3. "Mercury Blues" (K. C. Douglas, Bob Geddins) - 3:33
4. "Quarter of a Man" (Bob "Frizz" Fuller) - 3:45
5. "Ain't No Way" (Bob "Frizz" Fuller) - 3:42
6. "Twist and Shout" (Phil Medley, Bert Russell) - 2:44
7. "El Rayo-X" (Jorge Calderón, David Lindley) - 2:53
8. "Your Old Lady" (Elmo Glick, O'Kelly Isley, King Curtis) - 4:14
9. "Don't Look Back" (Smokey Robinson, Ronald White) - 3:55
10. "Petit Fleur" (Solomon Feldthouse, Nancy Lindley) - 3:11
11. "Tu-Ber-Cu-Lucas and the Sinus Blues" (Huey "Piano" Smith) - 2:14
12. "Pay the Man" (David Lindley, George "Baboo" Pierre) - 3:30

## Hitlisteplacering
- Billboard 200, USA: #83[3]